# Церковь Успения Пресвятой Богородицы (Черкизово)
Церковь Успения Пресвятой Богородицы — приходской православный храм в селе Черкизове городского округа Коломна Московской области. Построен в 1749 году. Входит в состав 2-го Коломенского благочиния Коломенской епархии Русской православной церкви. Здание храма является объектом культурного наследия и находится под охраной государства.

## История строительства храма

Вид храма

Село Черкизово упоминается в архивных книгах с XIV века. По легенде, здесь в 1350 году родился князь Димирий Донской. Соседнее село Никульское принадлежало роду Вельяминовых, из которого происходит родительница великого князя Димитрия. Именно через Черкизово проходил путь русского войска к месту Куликовской битвы. В конце XIV века селом владели коломенские наездники Черкизовы. В середине XV века эти земли отошли в дворцовое ведомство. В 1543 году этот населённый пункт своим присутствием почтил царь Иван Грозный. В 1592 году здесь была возведена деревянная церковь в честь Собора Богородицы.
В 1734 году на пожертвования владельца Черкизово Петра Борисовича Черкасского, предположительно по архитектурному проекту Александра Путилова, начались строительные работы по возведению дворцовой каменной церкви в честь Успения Пресвятой Богородицы. В 1736 году основные работы по постройке храма были завершены, однако саму церковь освятили только в 1749 году. Первым священнослужителем был Федор Никифоров. Плане храма напоминал четырехлепестковый цветок. Внутри строения украшением был сложный фигурный иконостас с цельными кипарисными дверями, драгоценная утварь XVII века, а также в церкви находились различные старинные иконы.
В 1821 году Успенский храм был перестроен в классическом стиле. Небольшая звонница соединилась с главным храмом двухпрестольной трапезной. С 1821 года церковь из домовой стала приходской, и к ней был приписан храм Собора Богородицы. Быт княжеской усадьбы и черкизовского клира рубежа XVIII—XIX веков чётко описан в воспоминаниях известного литератора и богослова Н. П. Гилярова-Платонова.
В 1854 году к церкви был пристроен Знаменский придел, а с 1856 по 1859 годы велись работы по обустройству второго придела трапезной — во имя святых князей-страстотерпцев Бориса и Глеба. Освящение состоялось в 1860 году.
В годы советской власти начались гонения на черкизовскую общину. В 1937 году под репрессии попал потомственный диакон Павел Васильевич Некрасов, чей род более 120 лет служил в храмах Черкизова. В 1947 году деревянную церковь Собора Богородицы разобрали, а из бревен был выстроен клуб, который подвергся пожару в 1958 году. В Успенской церкви также расположился дом культуры. В 1960-е годы колокольню и главу демонтировали, тракторами пытались растащить алтарную колоннаду. Сначала строение использовали под зерносклад, а затем и вовсе забросили.

## Современное состояние
В 1992 году руины Успенской церкви возвратили православной общине. Под руководством протоиерея Димитрия Дудко с 1994 года начались восстановительные консервационные работы. В настоящее время разрушение памятника архитектуры и культуры остановлено. Ведётся сбор средств на его реставрацию.
Успенский храм является памятником архитектуры регионального значения на основании постановления Совета Министров РСФСР № 1327 от 30 августа 1960 года.